# Gedhun Choekyi Nyima

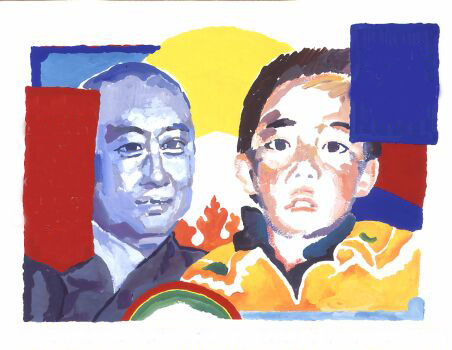
Gendun Chökyi Nyima (X - XI Panchen Lama, Claude-Max Lochu)

Gedhun Choekyi Nyima (25 de Abril de 1989) é o décimo primeiro Panchen Lama reconhecido pela maioria dos tibetanos budistas. Nasceu em Lhari County, Tibete. Em 14 de maio de 1995, Gedhun Choekyi Nyima foi nomeado o décimo primeiro Panchen Lama pelo décimo quarto Dalai Lama, Tenzin Gyatso.
Após ter sido nomeado Panchen Lama, as autoridades chinesas retiraram Gedhun Choekyi Nyima e sua família do Tibete em 17 de maio de 1995 e levaram para local desconhecido.
Gyancain Norbu foi posteriormente nomeado como novo Panchen Lama pela República Popular da China.